# Reichsparteitagsgelände
Il Reichsparteitagsgelände è una zona della città di Norimberga progettata dall'architetto Albert Speer e parzialmente realizzata tra il 1933 e il 1938, per ospitare i raduni del Partito nazista. I lavori si interruppero a causa dell'entrata in guerra della Germania stessa.

## Storia

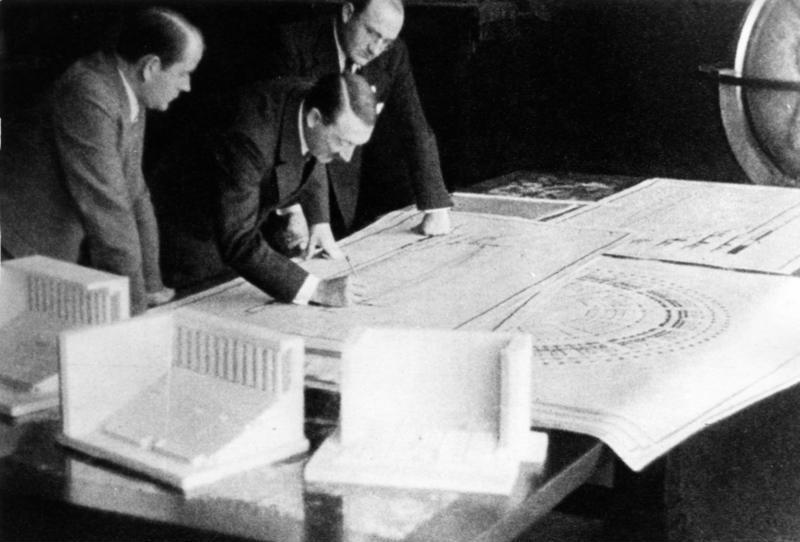
Gli architetti Albert Speer e Franz Ruff con Hitler durante le fasi di progettazione.

Tra le opere compiute vi è il Campo Zeppelin, dalla cui tribuna Hitler teneva i suoi comizi, e il palazzo dei congressi, una sorta di moderno Colosseo progettato da Ludwig e Franz Ruff. Per il raduno del 1934  venne realizzato il Campo Zeppelin, ripreso nel film Il trionfo della volontà diretto da Leni Riefenstahl. Realizzato in stile dorico, esso si ispira all'altare di Pergamo in Turchia, da più di un secolo trasferito al Pergamonmuseum di Berlino, ma ingrandito a una scala enorme.
Nella progettazione dei monumentali edifici di regime, Speer sostenne la teoria del "valore delle rovine" (entusiasticamente accolta da Hitler) secondo cui la grandiosità dei nuovi edifici avrebbe lasciato rovine altrettanto grandiose per migliaia di anni a venire, testimoniando la grandezza del Terzo Reich alle generazioni future.
La grande strada delle parate, la Große Straße, progettata per essere lunga 2 km e pavimentata in granito solo per poco più di 1 km, non fu mai terminata; venne usata come pista d'atterraggio durante la Seconda Guerra Mondiale.
Dopo la guerra l'area ha subito vari cambiamenti: parte dell'area è stata scorporata per edificare agglomerati residenziali di tipo popolare; la Kongresshalle è stata parzialmente completata ed è attualmente adibita a museo, mentre il Campo Zeppelin versa in stato di degrado; il Franken-stadion, ora chiamato Stadion Nürnberg, è stato ristrutturato più volte e fu usato anche durante i Mondiali di calcio Germania 2006.

## Planimetria

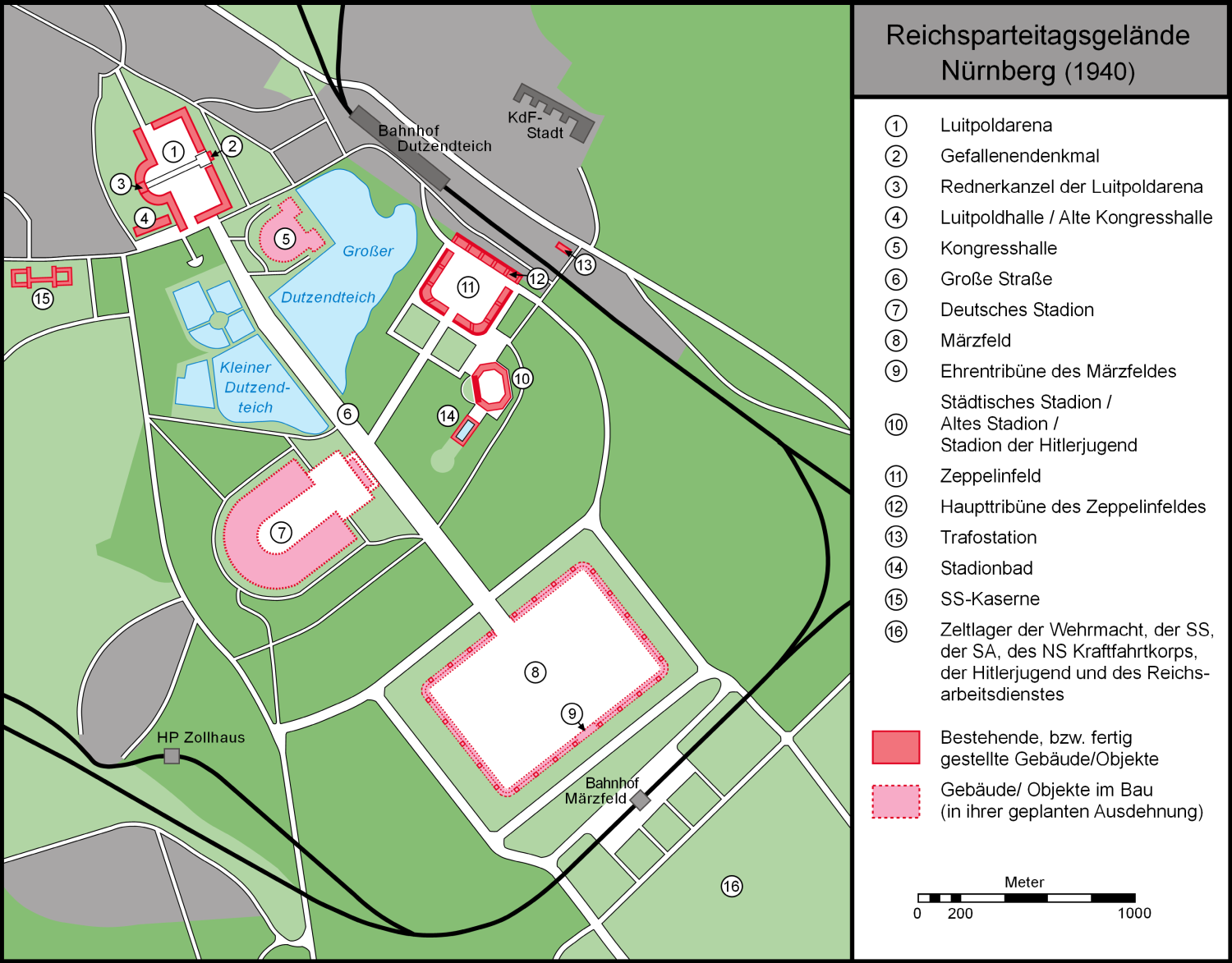
Planimetria dell'area dei raduni di Norimberga. In rosso le parti completate, in rosa quelle incompiute.

Il Reichsparteitagsgelände comprendeva una serie di infrastrutture da edificare su un terreno di 11 km²:
1. Arena Luitpold
2. Monumento ai caduti
3. podio degli oratori dell'Arena Luitpold
4. Palazzo Luitpold o palazzo congressi vecchio; costruito nel 1906 su una superficie di 180 metri per 50,  poteva ospitare 16000 persone; in periodo nazista la facciata fu ristrutturata nello stile monumentale di Albert Speer;
5. Palazzo congressi, progettato da Ludwig Ruff con la partecipazione del figlio Franz a seguito del decesso del padre;
6. la Grande strada;
7. Deutsches Stadion;
8. Campo di Marte
9. tribuna d'onore del Campo di Marte;
10. Stadio vecchio o della Gioventù hitleriana, già Frankenstadion, attualmente è chiamato Stadion Nürnberg o Grundig Stadion; inaugurato nel 1928, fin dal 1933 il Partito nazista iniziò ad usarlo come sede dei raduni della gioventù hitleriana;
11. Campo Zeppelin
12. tribuna principale del Campo Zeppelin, al cui interno è situata la Goldener Saal;
13. cabina elettrica;
14. Bagni allo stadio;
15. caserma delle SS.

## Galleria d'immagini

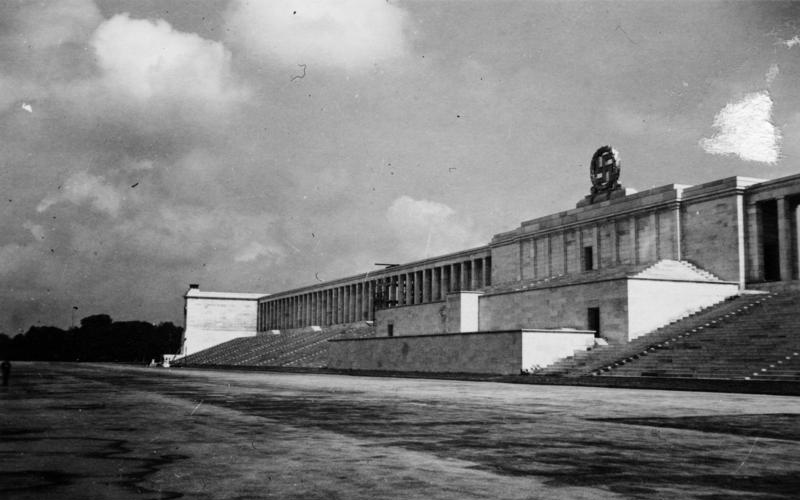
Tribuna principale del Campo Zeppelin, 1942
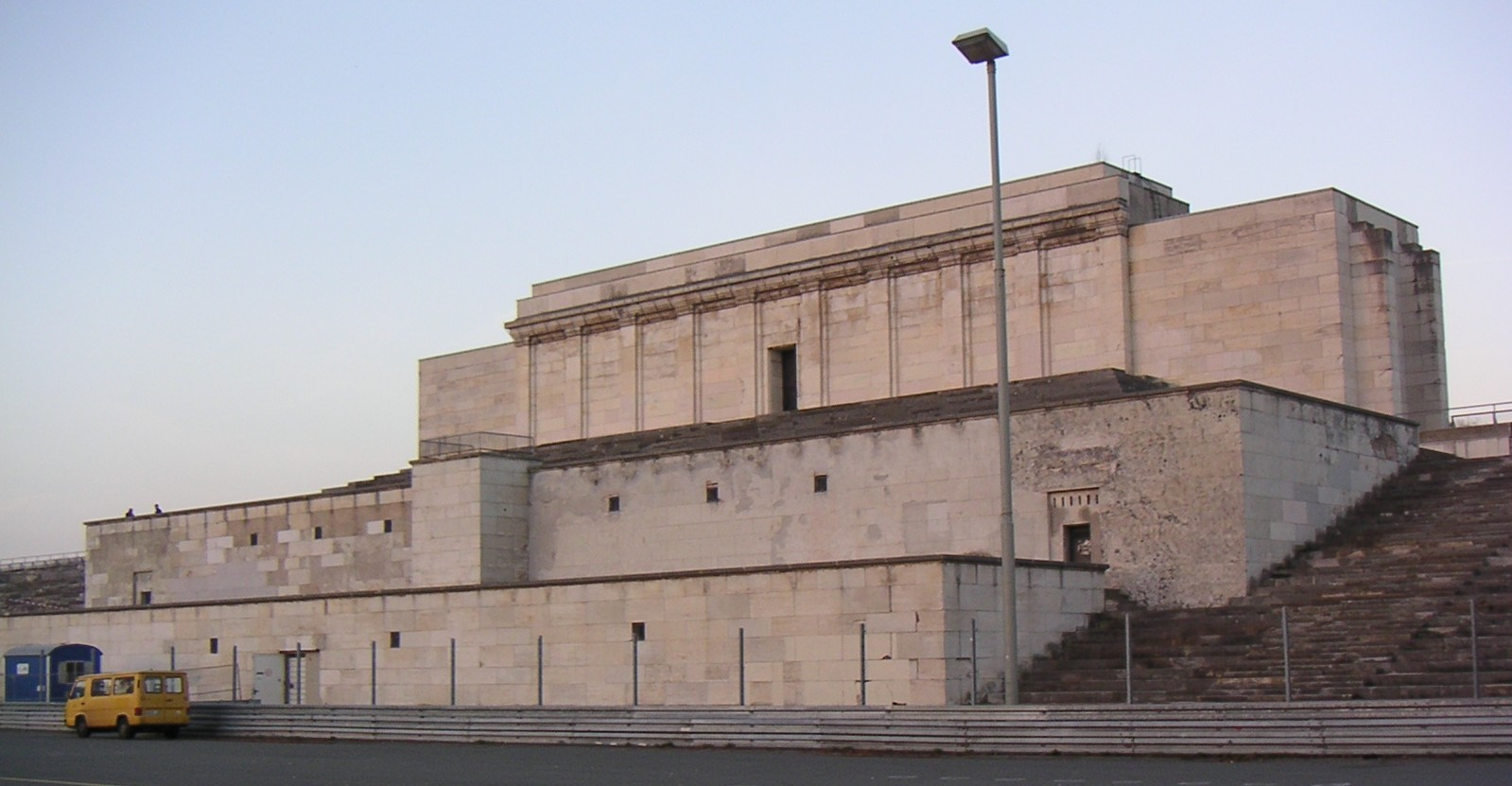
Tribuna principale del Campo Zeppelin, 2004
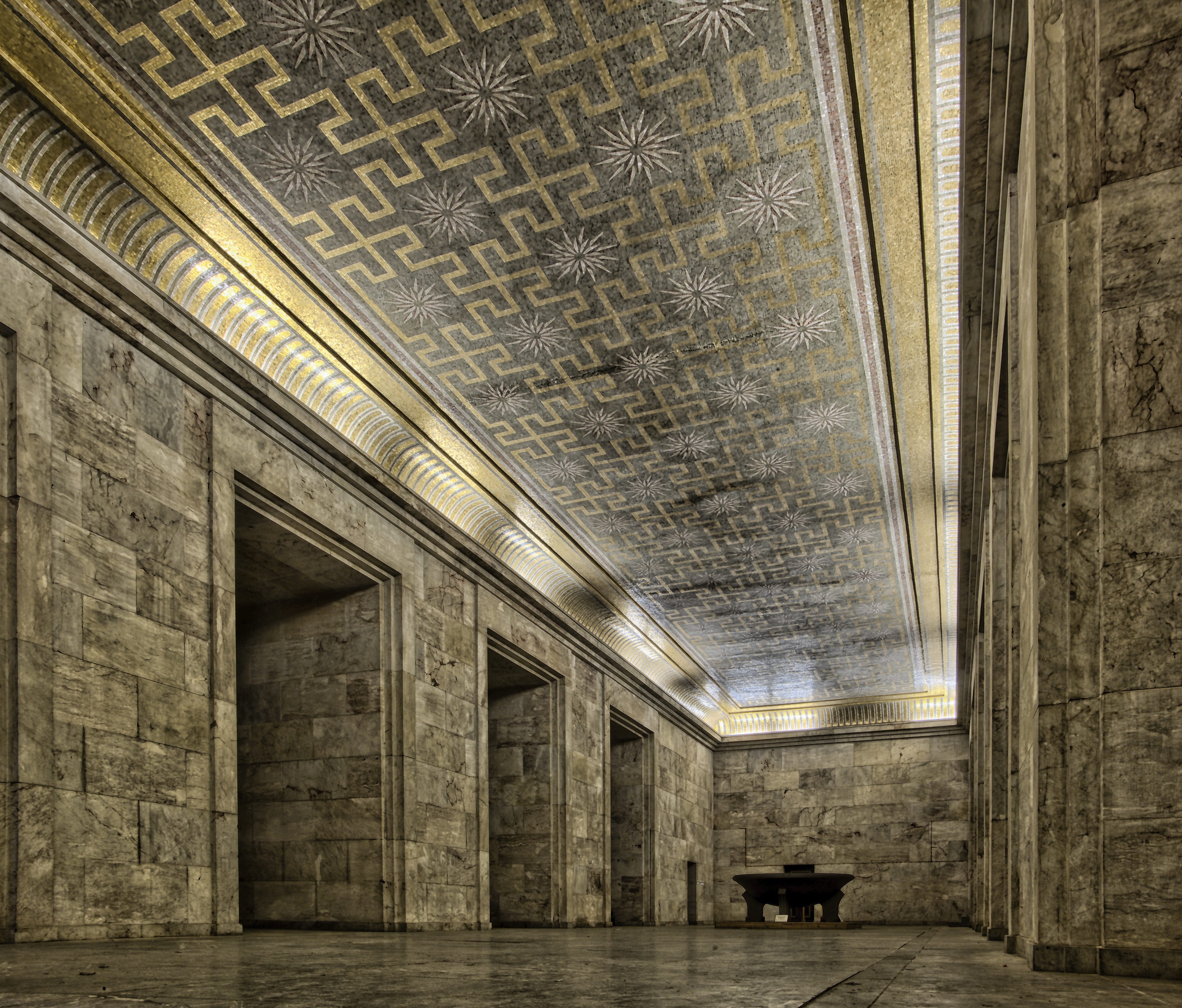
Goldener Saal
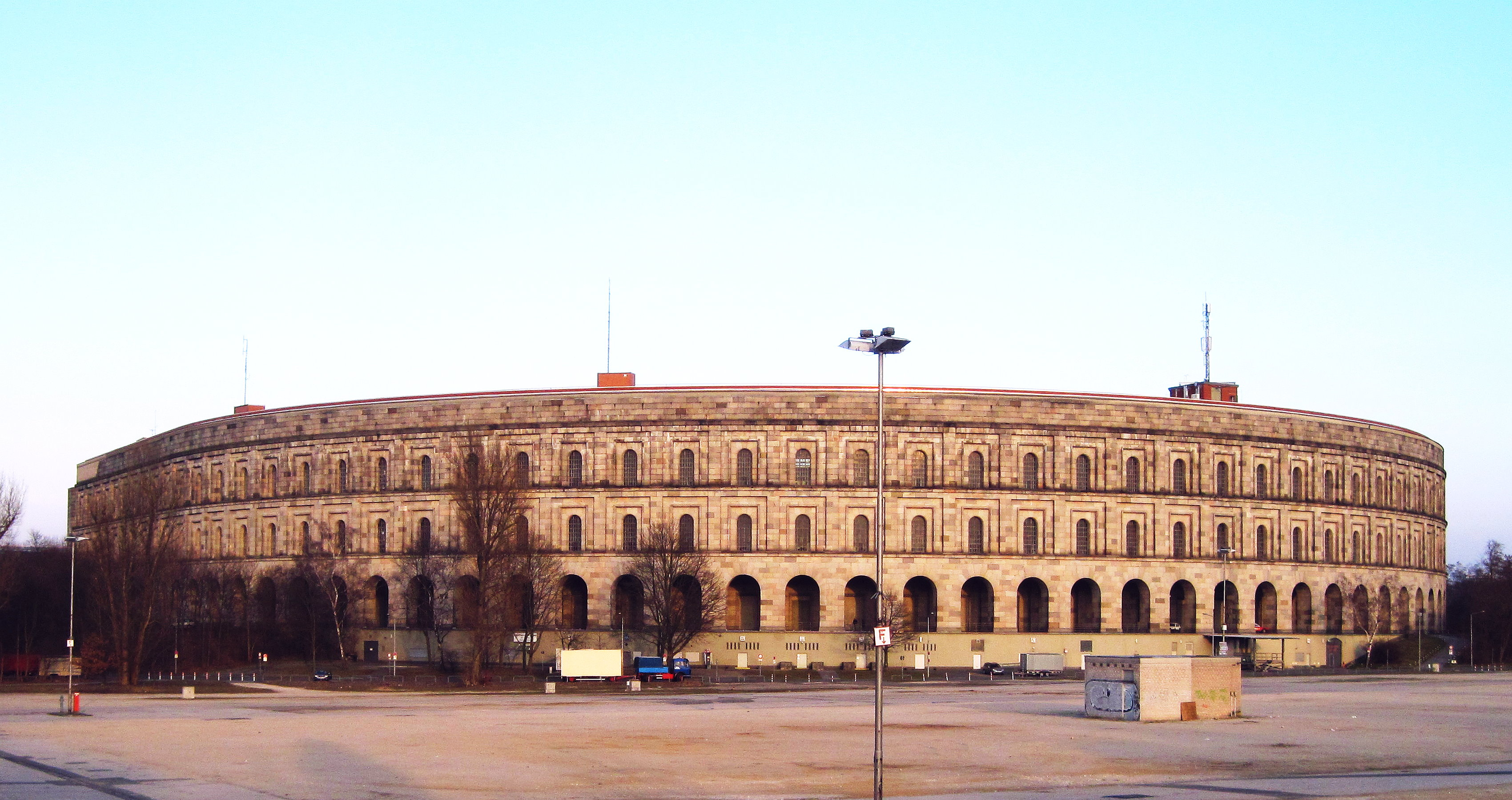
Panorama della Kongresshalle